# Madagascar (jeu vidéo)
Pour les articles homonymes, voir Madagascar (homonymie).
Madagascar est un jeu vidéo d'action-aventure et de plate-forme, développé en 2005 par Toys For Bob pour la PlayStation 2, la Xbox, PC, la Nintendo DS, la Game Boy Advance et la GameCube. Le jeu est basé sur le film d'animation éponyme. Il précède différents jeux vidéo basés sur la licence de DreamWorks, dont Madagascar: Operation Penguin sorti en 2005 sur GBA, Madagascar 2 en 2008 et Madagascar 3 en 2012.

## Synopsis
L'histoire du jeu se focalise sur quatre animaux, Marty le zèbre, Alex le lion, Gloria l'hippopotame et Melman la girafe, qui vivent de belles vies dans le zoo de Central Park situé à New York. L'histoire de ce jeu commence lors du dixième anniversaire de Marty. Le zèbre trouve sa vie plutôt monotone, et a soif de liberté. Il décide ainsi de s'évader, la nuit, afin de retourner à la vie sauvage.
Cette nuit-là, un manchot nommé Commandant lui donne des indications pour s'évader du zoo. Marty est découvert, et affronte un gardien de sécurité nocturne armé d'un fusil à tranquillisants, un homme que les animaux du zoo appellent le "Chasseur du Zoo". Après l'avoir vaincu, l'animal lui vole la clé et réussit avec succès son évasion.
Alex, Melman et Gloria réalisent que Marty a disparu, et le recherchent à travers New York. Ils le retrouvent à la Gare Centrale, mais se font encercler par la police de New York qui leur tirent des tranquillisants, et tombent inconscients. Ils sont embarqués dans des caisses à bord d'un navire, en direction du Kenya. Commandant, et son groupe de manchots Soldat, Rico et Kowalski sont également à bord, et s'évadent de leurs caisses. Leur but est d'atteindre l'Antarctique. Ils assomment les marins et les gardes du navire, arrivent jusqu'en haut du pont, battent le "Chasseur du Zoo" également présent à bord, et abattent le capitaine en lui faisant le coup du lapin : le bateau est dévié. Alex, Marty, Melman et Gloria tombent dans l'océan pendant la périlleuse manœuvre.
Alex se retrouve seul, échoué sur une plage qu'il croît être son nouveau zoo à San Diego. Il retrouve ses amis après avoir traversé divers environnements (plage, cascade, marais...) et après avoir rendu divers services à des animaux de ce lieu mystérieux.
Marty, Gloria, Melman et Alex remarquent des lémuriens danser lors d'une fête, qui s'enfuient en les voyant. Ces lémuriens, traqués par des fossas, sont aidés par les protagonistes, qui les défendent des prédateurs. C'est lorsque les primates et les 4 héros se rencontrent que ceux-ci apprennent qu'ils sont arrivés à Madagascar.

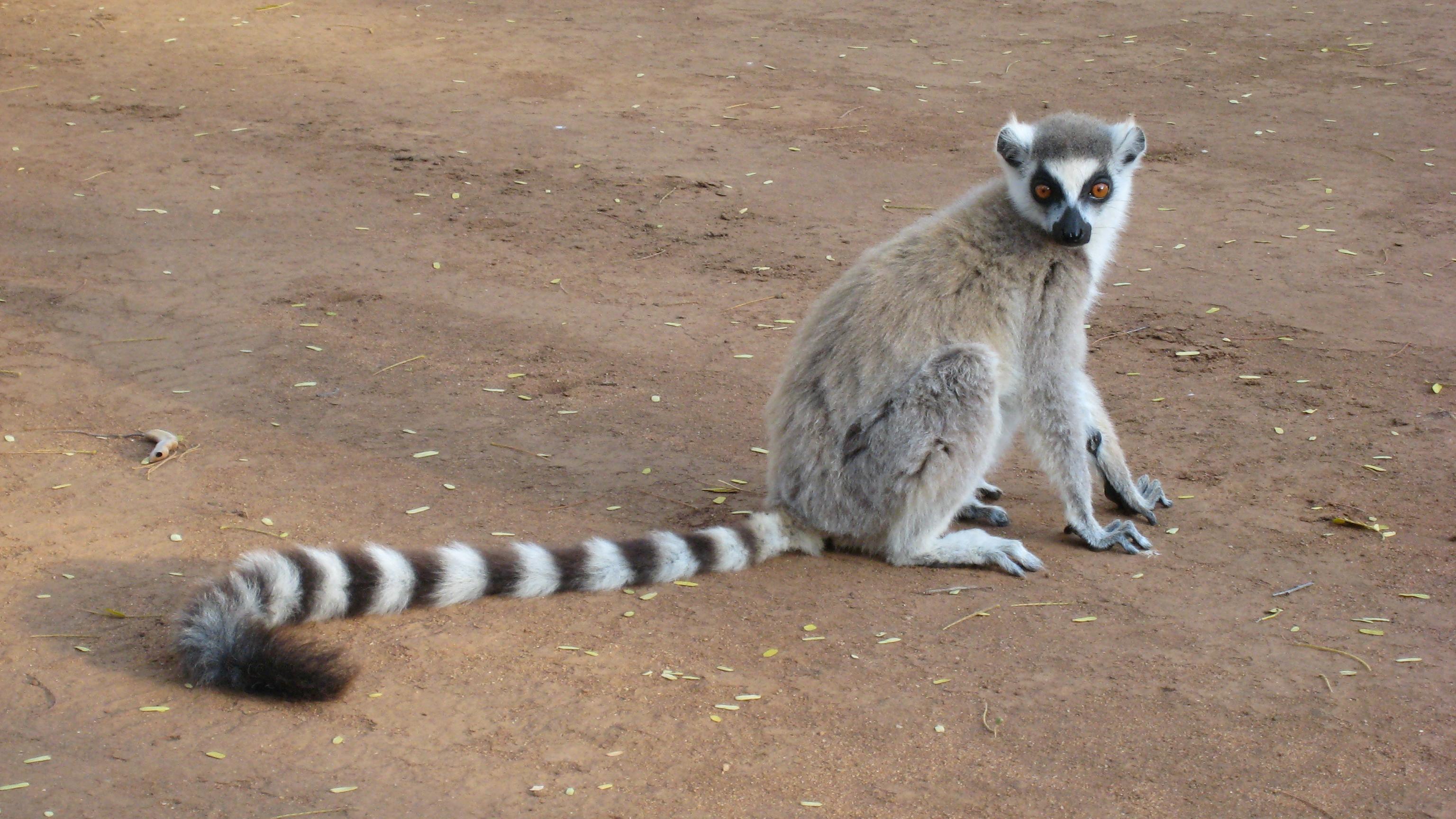
Le roi Julian est un lémur catta.

Pour célébrer le sauvetage des lémuriens par Marty, Alex, Gloria et Melman, le roi des petits animaux, prénommé Julian, décide d'organiser un banquet de 10 plats, que les héros devront récupérer au travers de missions. Le lion, cependant, commence à regretter la viande, devient mentalement instable et s'exile. Il désire dévorer Mort, un autre lémurien.
Melman affronte ses peurs et élimine des vers ainsi que leurs nids dans une sorte d'immense baobab en leur lançant des durians, véritables armes dans le jeu. La girafe, aidée par Gloria, Marty ainsi que par Maurice, le serviteur du roi des Lémuriens, réussit à sauver Mort des griffes d'un Alex aliéné; et les 3 protagonistes restants décident de quitter l'île, devenue trop dangereuse.
Ils ont l'idée de reconstruire une sorte de Statue de la Liberté organique (bois, feuilles...) en guise de "balise de sauvetage", originellement créée par Alex. Ainsi, à la suite de divers services rendus et accessoirement par des affrontements, les héros parviennent à reconstruire la balise.
Seulement, Marty refuse de quitter Madagascar sans son meilleur ami Alex, et déclare qu'il est l'unique responsable de la situation.
Le zèbre, déterminé, prend la décision de retrouver son ami et de le convaincre de quitter l'île à ses côtés. Accompagné et guidé par Mort, il traversera une jungle inhospitalière, une rivière très rapide et une grotte pleine de tarentules pour finalement entrer dans un trou au sein d'un torrent.
Alex se retrouve à nouveau seul, et doit affronter des fossas ainsi que leur chef, le "Roi Fossa", dans ce qui semble être une arène.
Il parvient à se défaire du leader des prédateurs, après que Marty, en chute libre, atterrisse sur le "Roi Fossa" et l'assomme.
La fin montre les quatre héros encore une fois réunis sur la plage accompagnés des lémuriens ainsi que des pingouins, revenus de l'Antarctique.

## Système de jeu
Madagascar est composé de 11 niveaux, trois à New York, un sur le navire, et sept sur l'île. Le joueur doit les sélectionner sur une carte.
Les 4 personnages jouables sont les 4 protagonistes du film : Alex le lion, Marty le zèbre, Gloria l'hippopotame, et Melman la girafe. Commandant, le chef des pingouins, est un autre personnage jouable, mais seulement lors du 4e niveau , Morty peut aussi être jouable dans le niveau 10 uniquement afin de récupérer les fruits pour Wilbur le phacochère.
100 pièces à l'effigie d'une tête de singe sont présentes dans chaque niveau, une pièce d'argent valant 1 et une pièce d'or valant 5. Usuellement disséminées et cachées, elles peuvent être notamment récupérées en tuant des ennemis. Ces pièces permettront au joueur d'acheter dans une boutique tenue par un singe (le magasin "Zoovenirs") une multitude de bonus, d'artefacts, d'accessoires pour les 4 animaux (chapeau de paille pour Marty, couronne pour Alex...) ou d'effets spéciaux (empreintes de pas enflammées...).

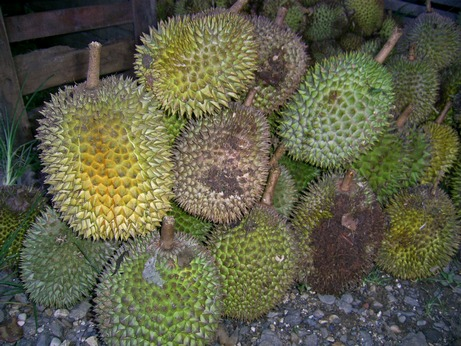
Les durians pourront être utilisés comme projectiles par Melman.

Il y a également 3 mini-jeux jouables en multijoueur (2 joueurs) : du mini-golf, un jeu de palets où les joueurs contrôlent les protagonistes pouvant glisser sur 3 longueurs différentes (dans une piscine, dans un environnement exotique, et en Antarctique), ainsi qu'un jeu de rythme au sein duquel on peut apercevoir des lémuriens danser. Ces mini-jeux peuvent être débloqués en les achetant dans le magasin "Zoovenirs".
Le joueur peut, lors des 3 premiers niveaux, jouer à des mini-jeux sur des bornes d'arcade (le premier étant un jeu de tanks, le deuxième un jeu de vaisseau similaire à Space Invaders, et le troisième un jeu où l'on contrôle un avion qui doit défendre un zeppelin).
Les vies sont représentées par les "Tiki", ayant l'allure d'une croix rouge superposée d'éponges. La barre de vie du joueur se compose de 4 "Tiki", et 10 "Tiki" donnent une "vie Tiki". Si le joueur perd toutes ses "vies Tiki", il doit recommencer le niveau.
D'autres items peuvent être utilisés en fonction du personnage contrôlé (mangues utilisées comme projectiles par Alex, ou piments utilisés par Gloria comme boost).
Le joueur à la possibilité de se déplacer de façon relativement libre, surtout à partir des niveaux à Madagascar. Le jeu n'est cependant pas un jeu à monde ouvert (système de déverrouillage des niveaux).
Il est possible de changer volontairement le personnage en main uniquement dans le 7e et le 9e niveau (niveau où Alex n'est pas sélectionnable) à l'aide de différents totems à l'effigie des visages des protagonistes, présents dans les niveaux.

### Touches
Le protagoniste a déjà la possibilité de sauter et d'attaquer. Pour obtenir les 2 autres capacités, il doit récupérer 3 "cartes pouvoir". Alex et Melman sont les deux seuls personnages qui peuvent lancer des objets, comme des mangues ou des lémuriens.
| Action possible                                                                                 | Xbox  | Nintendo GameCube | PlayStation 2 |
| ----------------------------------------------------------------------------------------------- | ----- | ----------------- | ------------- |
| Saut                                                                                            | A     | A                 | X             |
| Rugissement (Alex) / coup de patte (Marty) / roulade (Gloria) / toupie (Melman)                 | X     | B                 | ⬜            |
| Double saut (Alex) / saut en longueur (Marty) / saut du fessier (Gloria) / hélicoptère (Melman) | A + A | A + A             | X + X         |
| Coup de griffe (Alex) / rampement (Marty) / glissade (Gloria) / coup de tête (Melman)           | B     | X                 | O             |
| Lancer                                                                                          | Y     | Y                 | Δ             |

## Différences avec lefilm
Le jeu reste assez fidèle au film, avec notamment la personnalité des protagonistes ou les événements majeurs du long-métrage (mutinerie des pingouins, folie d'Alex, etc.). En revanche, le jeu vidéo possède de notables différences avec le film, afin d'alimenter l'action ou de créer un univers semblable mais original.
Ainsi, on remarque l'apparition d'une myriade de personnages absents du long-métrage (un sanglier, des autruches, le "Roi Fossa"...) ou même des séquences n'apparaissant pas dans le film mais qui constituent des niveaux entiers (le niveau "Mystérieuse jungle" narre le chemin que prend Alex pour retrouver les 3 autres (en traversant une cascade, une jungle, un marais...) ; alors que dans le film, le lion retrouve ses amis sur la plage, et arrive même sur l'île avant eux).

## Réception
Le jeu a reçu un accueil mitigé. Les critiques ont souligné le bon travail de doublage (VF) ainsi qu'une bonne variété graphique, mais ont en revanche déploré la facilité du jeu et sa courte durée de vie.